# جو توس
جو توس (انگلیسی: Joe Birch; ۶ ژوئیهٔ ۱۹۰۴ – ۴ دسامبر ۱۹۸۰) بازیکن فوتبال اهل بریتانیا بود.
از باشگاه‌هایی که در آن بازی کرده‌است می‌توان به باشگاه فوتبال فولام، باشگاه فوتبال کولچستر یونایتد، باشگاه فوتبال بیرمنگام سیتی، و باشگاه فوتبال ای‌اف‌سی بورنموث اشاره کرد.